# Betacam

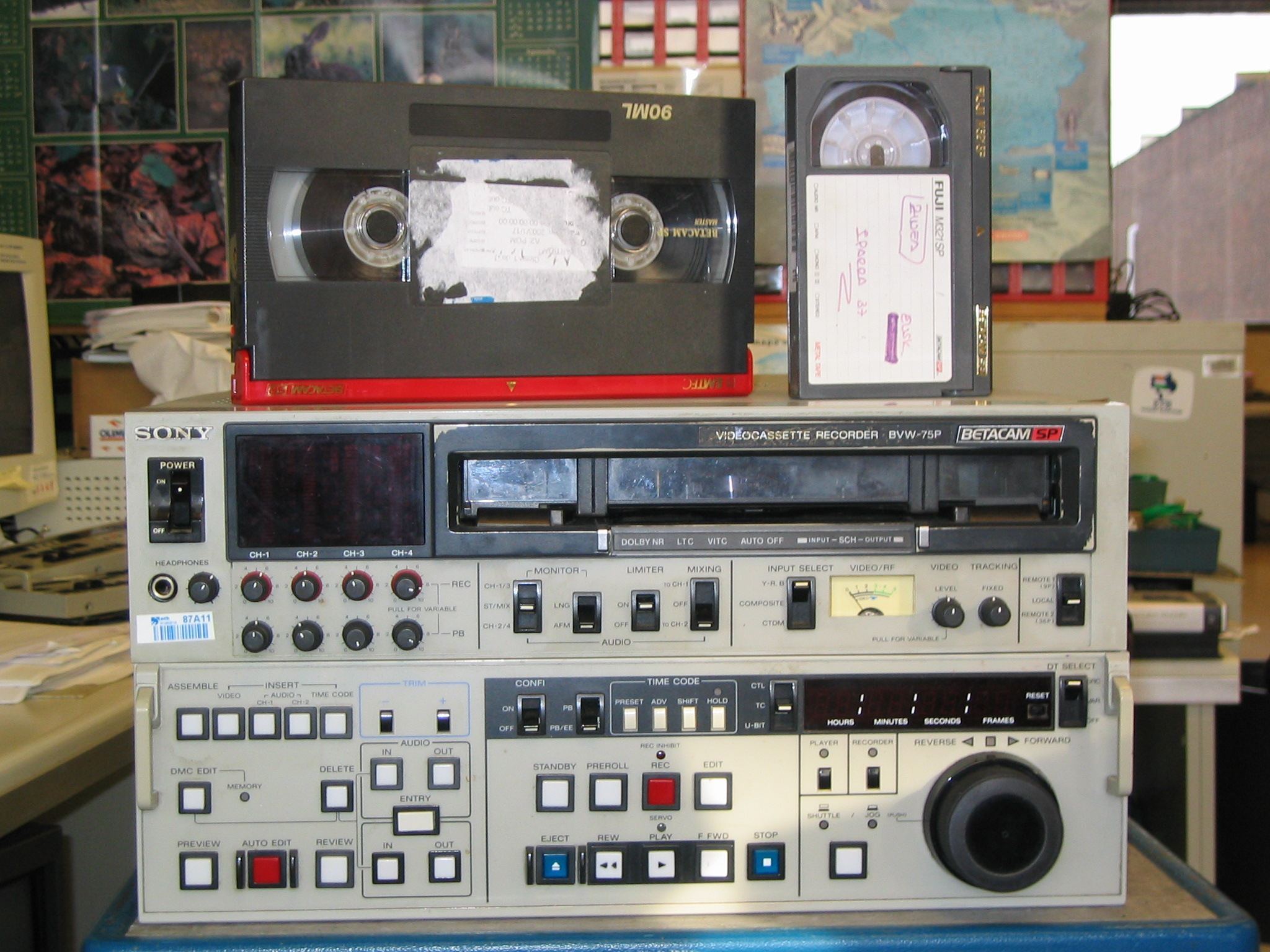
Magnetowid Betacam SP i kasety (duża 'L' i mała 'S')

Betacam – rodzina produktów wideo opartych na taśmie 1/2 calowej, produkowanych przez firmę Sony od roku 1982. W języku osób związanych z techniką wideo "Beta" może oznaczać magnetowid, kamkorder albo kasetę wideo z taśmą magnetyczną.
Wszystkie warianty Betacam od analogowych Betacam oraz Betacam SP do cyfrowych Digital Betacam (a także HDCAM/HDCAM SR), używają kaset o tym samym kształcie, co oznacza, że przy przechodzeniu na nowszy format nie ma konieczności unowocześniania archiwów. Kasety dostępne są w dwóch rozmiarach: S (ang. Short) oraz L (ang. Long). Typowa kamera Betacam może używać tylko małych kaset typu S, tymczasem magnetowidy edytorskie używane w studiach telewizyjnych mogą używać zarówno rozmiaru S jak i L. Zależnie od wariantu kasety Betacam, sama kaseta (jak i jej opakowanie) występuje w odmiennym kolorze, dla łatwej identyfikacji. Drobne różnice w budowie samych kaset pozwalają też magnetowidowi samodzielnie określić jakiego formatu kaseta została w nim umieszczona. Małe kasety rozmiaru S mają dokładnie identyczne rozmiary z amatorskim formatem Betamax.
Betacam jest następcą formatu U-matic, o taśmie o szerokości trzech czwartych cala, wprowadzonego przez Sony w 1971 roku. Oprócz ulepszeń w jakości video, dostępność kamkorderów zapewniła formatowi szybkie przyjęcie w pracy w terenie, na przykład przy redagowaniu wiadomości (ang. Electronic News Gathering). 
Digital Betacam stał się najbardziej popularnym profesjonalnym cyfrowym formatem video w historii telewizji, opartym na taśmie magnetycznej. Pomimo że Betacam jest wciąż popularny w pracy poza studiem oraz przy archiwizacji, nowe, pozbawione taśm formaty od 2006 roku zaczęły wypierać nieporęczne kasety.

## Warianty

### Betacam oraz Betacam SP

#### Oryginalny Betacam
Oryginalny format Betacam został wprowadzony 7 sierpnia 1982 roku. Jest to analogowy format komponentowy, przechowujący luminancję "Y" na jednej ścieżce, a chrominancję na drugiej. Chrominancja przyjmuje postać naprzemiennie nagrywanych segmentów sygnałów różnicy koloru R-Y oraz B-Y. Rozdzielenie kanałów jasności i koloru pozwoliło na otrzymanie prawdziwej jakości emisyjnej. Betacam pozwala na rozdzielczość 300 poziomych linii luminancji, a także 120 linii koloru (dla porównania VHS/Betamax pozwalają na zapis jedynie 30 linii chrominancji).
Kasety Betacam z wczesnych lat produkcji były teoretycznie nieodróżnialne od wprowadzonych w 1975 roku kaset Betamax, przeznaczonych na rynek amatorski. Czysta kaseta Betamax będzie działać w magnetowidzie Betacam i na odwrót, jednakże Sony w późniejszych latach odradzało stosowania takich praktyk. Według Sony argumentem było niedostosowanie kaset Betamax do szybszego przesuwu taśmy potrzebnego do nagrań w formacie Betacam. 

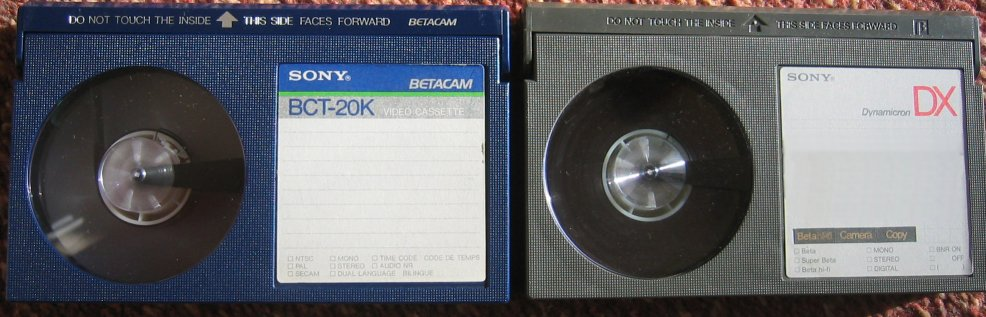
Teoretycznie kasety Betamax i Betacam mogły być używane zamiennie, jednak sygnały video w obu standardach nie były ze sobą kompatybilne.

Pomimo powierzchownego podobieństwa między Betamax i Betacam (takie same taśmy i kasety), oba formaty są całkowicie odmienne. Betamax nagrywa kompozytowe video o stosunkowo niskiej jakości, oprócz tego w magnetowidach używa się jedynie dwóch głowic. Magnetowidy i kamkordery Betacam używają już czterech głowic do nagrywania komponentowego video, przy znacznie szybszym przesuwie taśmy (Betamax: 1,87 cm/s, Betacam: 10,15 cm/s). Przykładowo: typowa kaseta L-750 w formacie Betamax, pozwalająca na nagranie około 3 godzin video w jakości B-II (NTSC), pozwalała jedynie na 30 minut nagrań w systemie Betacam.  
Tuż po wprowadzeniu, wielu uważało, że Betacam jest formatem oferującym gorszą jakość od większych gabarytowo (taśma o szerokości jednego cala), formatów Type B oraz Type C, które były podstawowymi systemami video przy produkcji telewizyjnej od połowy lat 70 XX w. do połowy lat 80 XX w. Oprócz tego maksymalny czas nagrania w formacie Betacam, zarówno dla kamer jak i dla magnetowidów studyjnych, wynosił ledwie pół godziny, co było poważną niedogodnością. 

#### Betacam SP

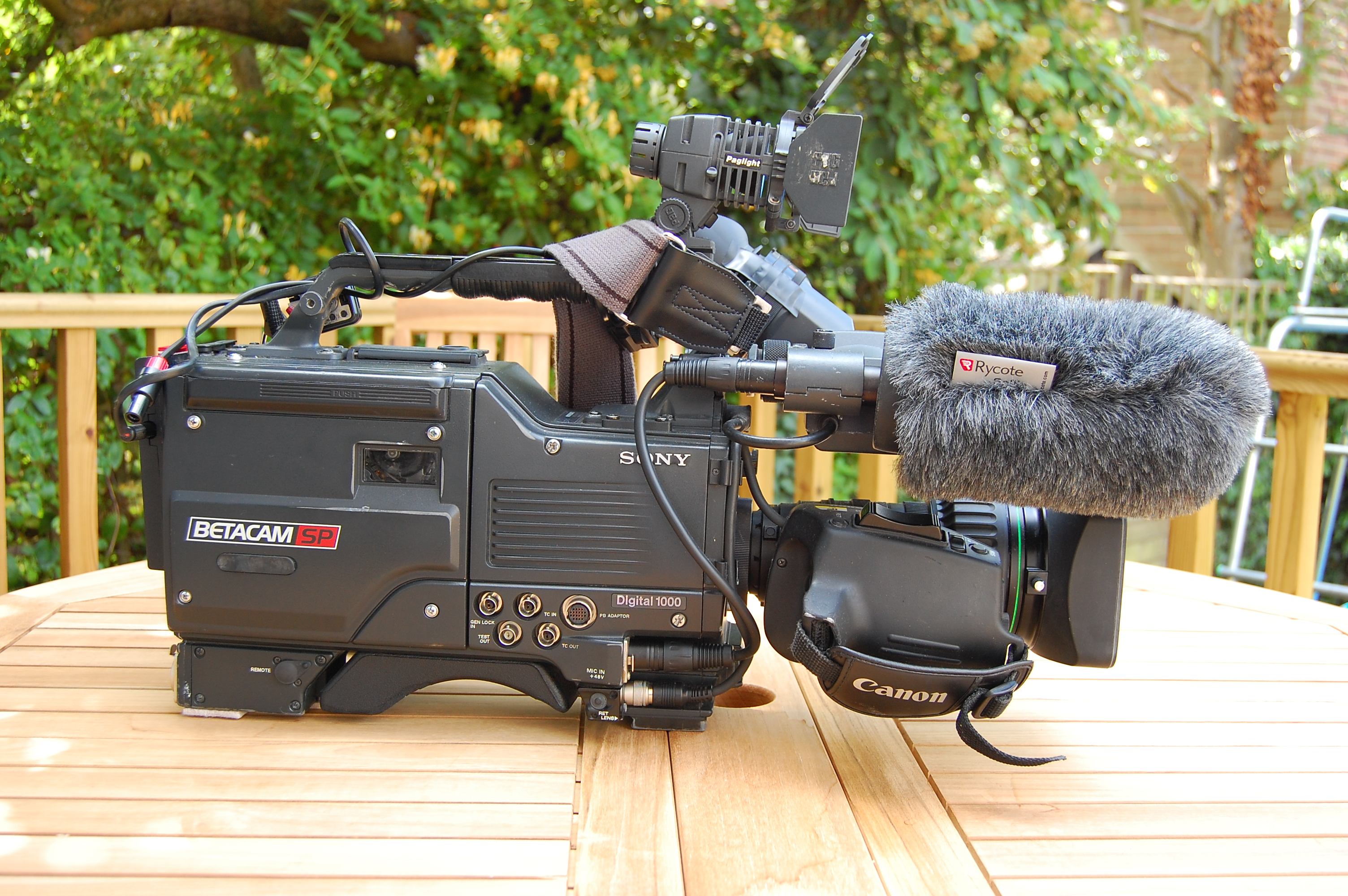
Kamera Sony BVW-D600P, korzystająca z formatu Betacam SP.

W 1986 roku wprowadzono Betacam SP, który pozwolił na podwyższenie rozdzielczości poziomej do 340 linii. Podczas gdy ulepszenie samego formatu było stosunkowo niewielkie, spore postępy poczyniono przy sprzęcie studyjnym, szczególnie poprzez wprowadzenie kaset rozmiaru L, pozwalających na nagranie do 90 minut materiału. Samo SP oznacza Lepsza Jakość (ang. Superior Performance), a sam format stał się standardem dla większości stacji telewizyjnych aż do późnych lat 90 XX w. Pomimo wieku, format pozostał typowym medium przy postprodukcji video w jakości SD nawet po 2000 roku. Czas nagrania na taśmie rozmiaru S nie zmienił się w porównaniu do oryginalnego Betacam (30 minut). Taśma przesuwa się nieco wolniej w sprzęcie pracującym w systemie PAL, pozwalając na nagranie większej ilości materiału niż standardowe 30 lub 90 minut. Na każde pięć minut długości taśmy przypada dodatkowa minuta, co oznacza że taśma przeznaczona do nagrania 90 minut w formacie NTSC, zmieści 108 minut video w formacie PAL. 

### Digital Betacam

#### Digital Betacam

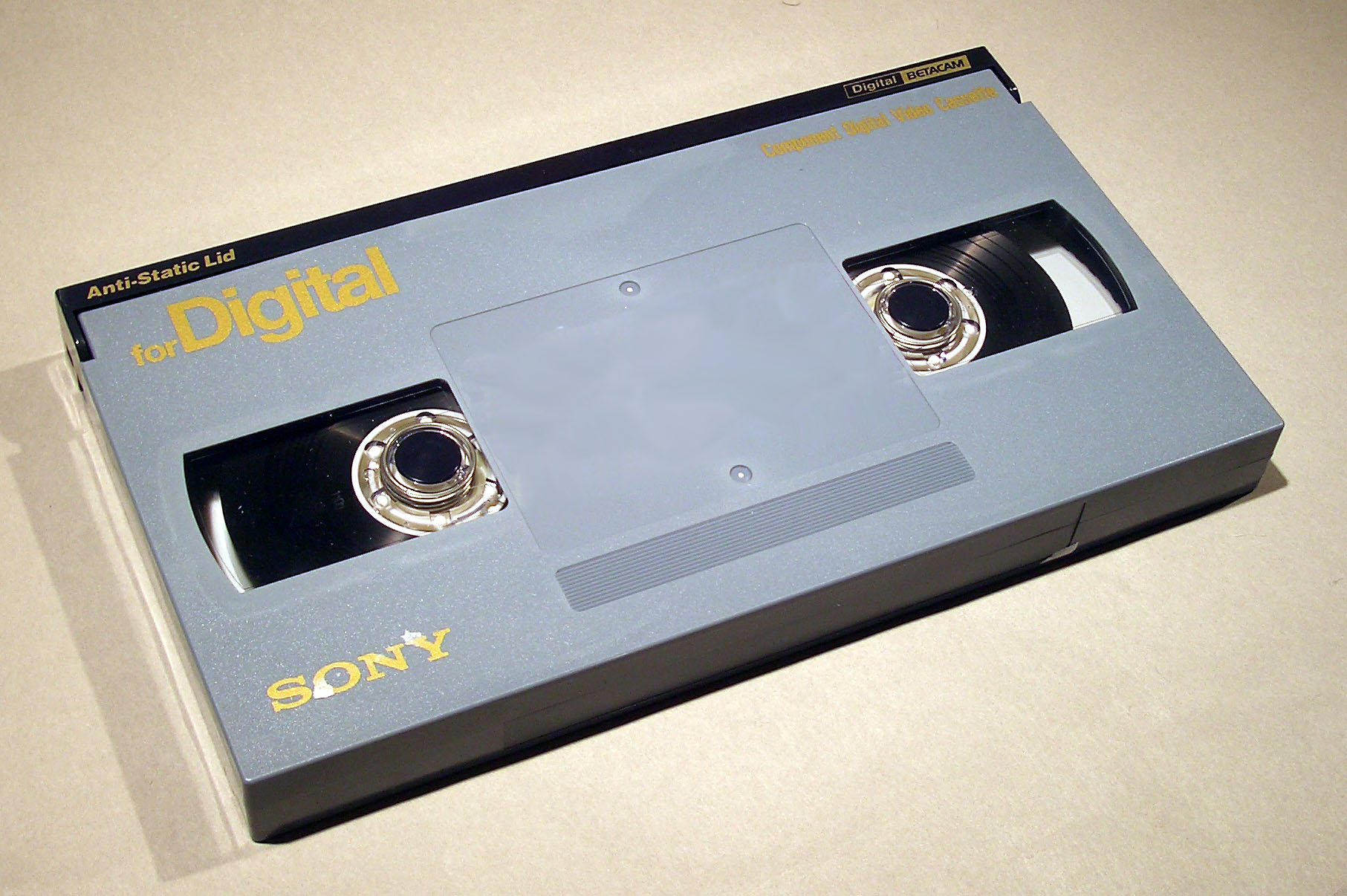
Kaseta Digital Betacam w rozmiarze L

Digital Betacam został wprowadzony na rynek w 1993 roku. Jest następcą zarówno Betacam, jak i Betacam SP. Jest formatem znacznie tańszym niż D-1, wprowadzony również przez Sony pierwszy w historii cyfrowy, bezkompresyjny format video. Kasety w rozmiarze S mogą pomieścić 40 minuty materiału, z kolei w rozmiarze L aż do 124 minut. Format oferuje kompresję DCT, w stosunku 2,34:1, 10-bitową przestrzeń barw YUV, a także podpróbkowanie koloru 4:2:2. Rozdzielczość obrazu w systemie NTSC wynosi 720x486 pikseli, a w formacie PAL 720x576 pikseli, przy przepływie danych 90 Mbit/s. Dźwięk może zostać zapisany bez kompresji w czterech kanałach, za pomocą 20-bitowego kodowania PCM, o częstotliwości próbkowania 48 kHz. Piąta, analogowa ścieżka dźwiękowa jest pomocna przy montażu, na taśmie jest też dostępny timecode. Jest to popularny format przy produkcji telewizji cyfrowej. 

#### Betacam SX
Betacam SX jest cyfrową odmianą Betacam SP, wprowadzoną w 1996 roku. Jest to tańsza alternatywa dla Digital Betacam. Video jest kompresowane w formacie MPEG 4:2:2 Profile@ML, dźwięk jest zapisywany na czterech kanałach za pomocą 16-bitowego kodowania PCM. Sprzęt w formacie Betacam SX jest całkowicie kompatybilny z formatem Betacam SP. Kasety w rozmiarze S mieszczą do 62 minut materiału, w rozmiarze L do 194 minut. 

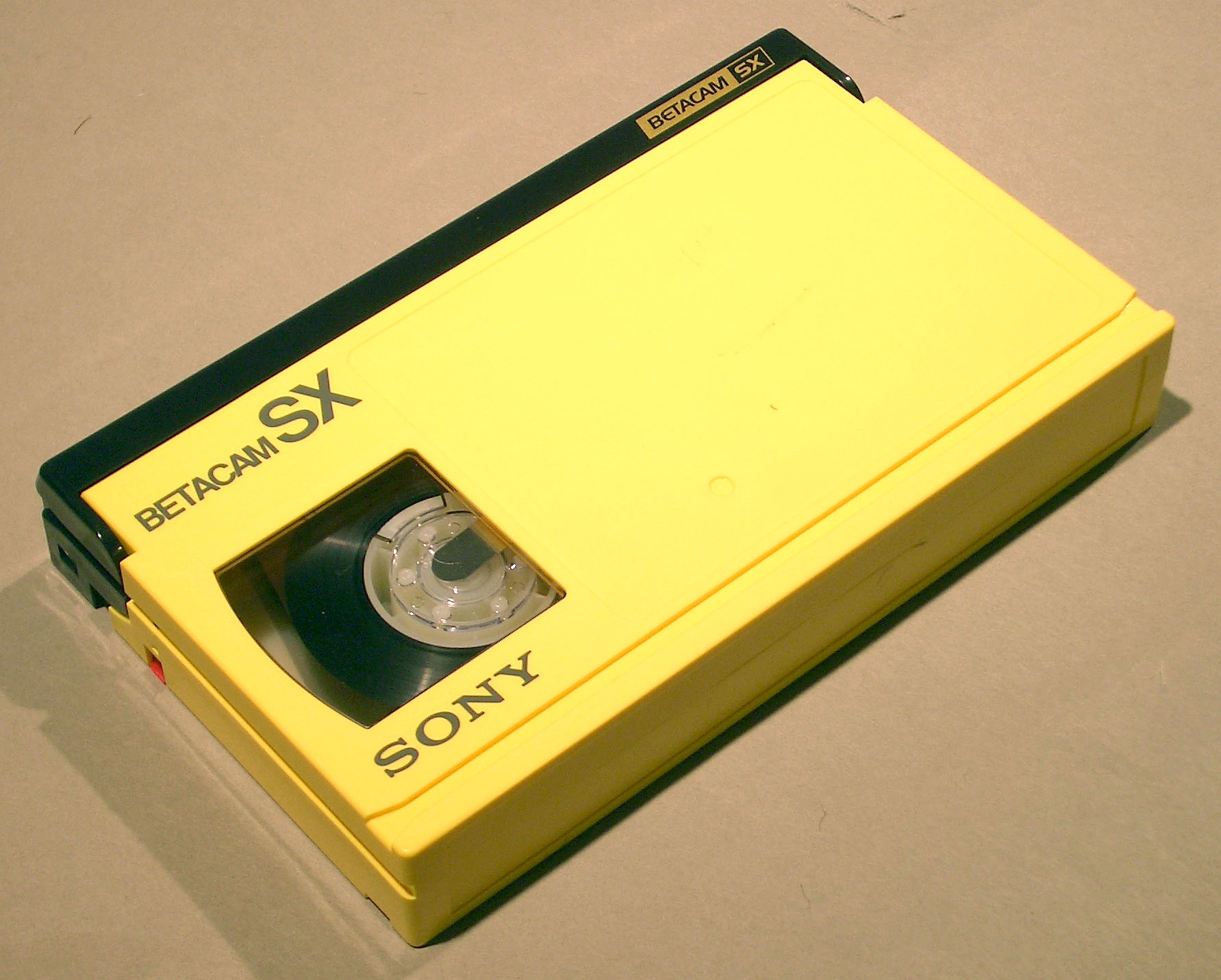
Kaseta Betacam SX w rozmiarze S